# Чёрные и белые списки в телефонии
Чёрные и белые списки — дополнительный вид обслуживания для пользователей телефонии, призванный бороться с нежелательными телефонными вызовами. Данный сервис предоставляется телефонными компаниями, может быть настроен на уровне офисной АТС, а также может являться функцией телефонного аппарата или смартфона.
Функция «чёрный список» позволяет блокировать звонки, поступающие на телефон с определённых номеров. Неугодные абоненты заносятся в чёрный список, и звонки с их номеров не проходят. Создать чёрный список номеров можно в масштабах офисной АТС, также эту функцию поддерживает большинство современных мобильных телефонов.
Функция «белый список» позволяет блокировать все входящие вызовы, кроме вызовов абонентов, внесённых в список разрешённых. По сути является расширением функции «Не беспокоить».
Услугу «чёрный список» предоставляют своим абонентами крупные мобильные операторы, а также большинство операторов IP-телефонии.
Под термином «чёрные и белые списки» операторы сотовой связи также иногда имеют в виду услугу запрета использования некоторых коротких номеров, предоставляющих контент-услуги, или просто запрет исходящей связи на определённые номера.